# .cat
A .cat egy szponzorált internetes legfelső szintű tartomány kód, melyet 2005-ben hoztak létre. Elsődleges célja a katalán nyelv és kultúra népszerűsítése.

## Története
Mielőtt a .cat elérhető volt, és mivel bizonyos katalán intézmények, vállalatok és emberek vonakodtak használni domainjeiket (az államtól függően) domainjeikben, alternatívák jöttek létre. Ennek egyik példája Katalóniában található Girona város honlapja, amely a .gi domain („http://www.ajuntament.gi/”, az „ajuntament” szó használatát részesítette előnyben mind a „városi tanács”, mind a „városháza”), noha a .gi Gibraltár országkódja, a spanyol helyi hatóság helyett a megfelelő.
Az ügy megoldásához 2005 szeptemberében jóváhagyták a .cat TLD-t, amelynek célja a katalán nyelvi és kulturális közösség kívánságainak és igényeinek kielégítése az interneten. Ez a közösség azokból áll, akik katalán nyelvű online kommunikációt használnak, és/vagy elősegítik a katalán kultúra különböző aspektusait és előnyben részesítik más területekhez képest. Az első regisztrációs időszak 2006. február 13-tól 2006. április 21-ig tartott. A nyilvántartás 2006. április 23-tól mindenki számára nyitott volt.
2017 szeptemberében egy spanyol bíróság elrendelte, hogy minden, a tervezett katalán függetlenségi népszavazáshoz használt .cat domain nevet le kell cserélni. Szeptember 20-án a spanyol rendőrség betört a puntCAT irodájába és letartóztatta a Pep Masoliver CTO-t a lázadásért. Ezután a puntCAT több tweetet és egy sajtótájékoztatót adott ki weboldalán, amely elítélte ezt a cselekvést, ezt „szégyenletesnek és megalázónak, civilizált országnak méltatlannak [és] rendkívül aránytalannak” nevezte.
2017. október 31-én Katalónia jelenlegi politikai válsága miatt a katalán kormány weboldalait, köztük a president.cat, a govern.cat és a catalangovernment.eu-t is lebontották, a spanyol kormány felhatalmazása miatt.
A korlátozások ellenére a domaint kihasználták macskákkal kapcsolatos domain hackelésekre, mint például a nyan.cat. 2017 szeptemberében, amikor a spanyol rendőrség razziája után a domain szűrői meggyengültek, az amerikai neonáci The Daily Stormer weboldal rövid ideig .cat címen működött.